# Saint-Jean-du-Doigt
Saint-Jean-du-Doigt är en kommun i departementet Finistère i regionen Bretagne i västra Frankrike. Kommunen ligger i kantonen Lanmeur som tillhör arrondissementet Morlaix. År 2022 hade Saint-Jean-du-Doigt 683 invånare.

## Befolkningsutveckling
Antalet invånare i kommunen Saint-Jean-du-Doigt
Referens:INSEE